# Dobratice
Dobratice település Csehországban, a Frýdek-místeki járásban. Dobratice Komorní Lhotka, Dolní Tošanovice, Vojkovice, Nošovice, Nižní Lhoty, Vyšní Lhoty és Horní Tošanovice településekkel határos. Lakosainak száma 1399 fő (2024. január 1.).

## Népesség
A település lakosságának változását az alábbi diagram mutatja:
| Lakosok száma | 1213 | 969  | 1031 | 1008 | 1040 | 1036 | 1231 | 1258 | 1322 | 1399 |
|               | 1869 | 1890 | 1921 | 1950 | 1980 | 2001 | 2017 | 2019 | 2022 | 2024 |